# Alceda
Alceda är en ort i Spanien.   Den ligger i provinsen Provincia de Cantabria och regionen Kantabrien, i den norra delen av landet, 300 km norr om huvudstaden Madrid. Alceda ligger 191 meter över havet och antalet invånare är 322.
Terrängen runt Alceda är huvudsakligen kuperad. Alceda ligger nere i en dal. Runt Alceda är det glesbefolkat, med 10 invånare per kvadratkilometer. Närmaste större samhälle är Los Corrales de Buelna, 14,7 km nordväst om Alceda. Omgivningarna runt Alceda är en mosaik av jordbruksmark och naturlig växtlighet.